# Junkers J 1
Юнкерс J 1 (нем. Junkers J 1), — немецкий экспериментальный цельнометаллический моноплан, спроектированный и построенный фирмой Junkers & Co. Первый в мире цельнометаллический самолёт, поднявшийся в воздух, а также первый в истории авиации самолёт, конструкция которого была полностью выполнена из металлопроката. Совершил первый полёт 12 декабря 1915 года.

## История создания
Работы над реализацией проекта создания цельнометаллического самолёта были начаты осенью 1914 года. Однако из-за скепсиса чиновников заинтересовать военное министерство проектом и получить контракт не удалось, и глава фирмы Хуго Юнкерс (нем. Hugo Junkers) вынужден был финансировать разработку и постройку машины за счёт средств, полученных от прибыли фабрики по производству газовых колонок в Дессау. В октябре 1915 года военное ведомство признало перспективность проекта и потребовало ускорить разработку машины.
В процессе создания самолёта столь новаторской конструкции разработчики столкнулись с множеством трудностей, одной из них была проблема обеспечения достаточной жёсткости листовой металлической обшивки. По расчётам толщина обшивки крыла должна была составить 2 мм, и для обеспечения жесткости обшивку сделали составной, соединив при помощи силовых элементов листы в 1 мм. Подобная конструкция с применением лонжеронов и нервюр впоследствии применялась на многих типах летательных аппаратов.
Самолёт, получивший фирменное обозначение J 1, был готов в декабре 1915 года и был транспортирован на аэродром в Дебериц, где был показан представителям военной администрации. Сама металлическая конструкция вызывала крайнее удивление вплоть до уверенности в невозможности выполнить взлёт на таком самолёте. Но утром 12 декабря 1915 пилот лейтенант Маллинкродт, поддерживаемый друзьями, занял место в кабине и начал разбег по взлётной полосе, которую, опасаясь возможной большой взлётной дистанции, выбрали с запасом расстояния. К удивлению присутствующих машина, совершив разбег, практически не отличающийся от разбега самолётов с деревянной конструкцией, оторвалась от полосы. После взлёта пилот совершил разворот, зашёл на посадку и удачно посадил самолёт. На земле пилот заявил, что прервал полёт из-за того, что машина плохо слушается рулей. При осмотре J 1 было обнаружено ослабление крепления крыла, которое впоследствии устранили, установив расчалки. Испытания были продолжены 18 и 19 января 1916 года, в результате полётов были сняты лётно-технические характеристики самолёта. Требованиям военных не соответствовала маневренность, скороподъемность (1,04 м/ сек) и полезная нагрузка машины (110 кг.).

### Конструкция
Самолёт представлял собой металлический моноплан с подкосным шасси. Крыло собрано из листов электротехнической стали и имело как минимум три изменения аэродинамического профиля, а также сужение углов передней и задней кромки и между корнем крыла и законцовкой крыла. На машине был установлен рядный двигатель Mercedes D II мощностью 120 л. с.

### Технические характеристики
- Экипаж: 1 чел.
- Длина: 8,62 м
- Размах крыла: 12,95 м
- Высота: 3,11 м
- Площадь крыла: 24,60 м²
- Профиль крыла:
- Масса пустого: 868 кг
- Масса снаряжённого:
- Нормальная взлётная масса: 1080 кг
- Максимальная взлётная масса:
- Двигатель Mercedes D II
- Мощность: 1 x 120 л. с.

### Лётные характеристики
- Максимальная скорость: 170 км/ч
  - у земли:
  - на высоте м:
- Крейсерская скорость: 138 км/ч
- Практическая дальность: 240 км
- Практический потолок: 3000 м
- Скороподъёмность: 1,04 м/с
- Нагрузка на крыло: кг/м²
- Тяговооружённость: Вт/кг
- Максимальная эксплуатационная перегрузка:[1]